# بيرت هيفرنان
بيرت هيفرنان (بالإنجليزية: Bert Heffernan)‏ هو لاعب كرة قاعدة أمريكي، ولد في 3 مايو 1965 في سينتيريتش في الولايات المتحدة.

## وصلات خارجية
- بيرت هيفرنان على موقعبيزبول رفرنس.كوم (الدوري الرئيسي) (الإنجليزية)
- بيرت هيفرنان على موقعبيزبول رفرنس.كوم (الدوري الثانوي) (الإنجليزية)